# Grand Prix Francie 1914

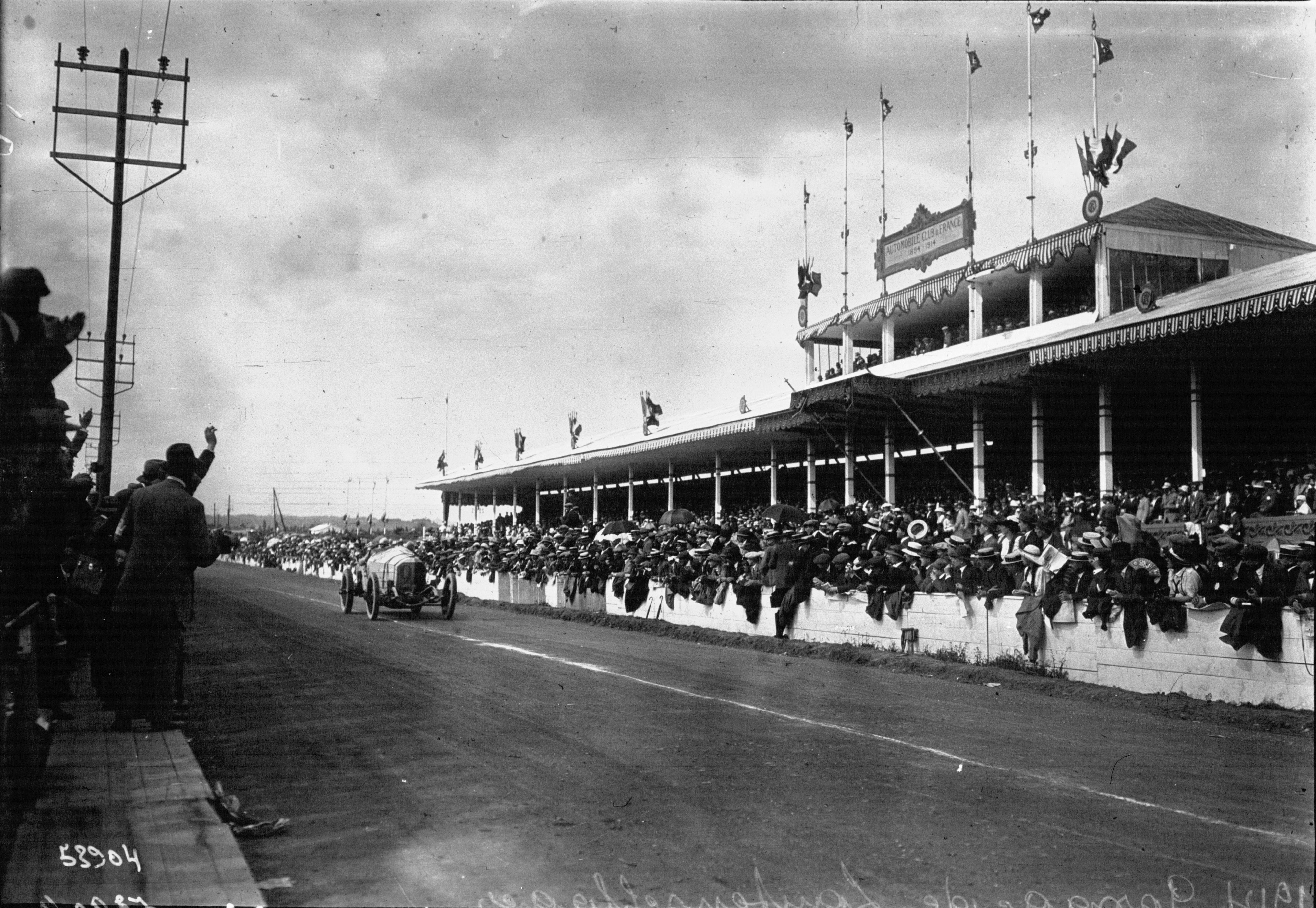
Vítěz Christian Lautenschlager před hlavní tribunou

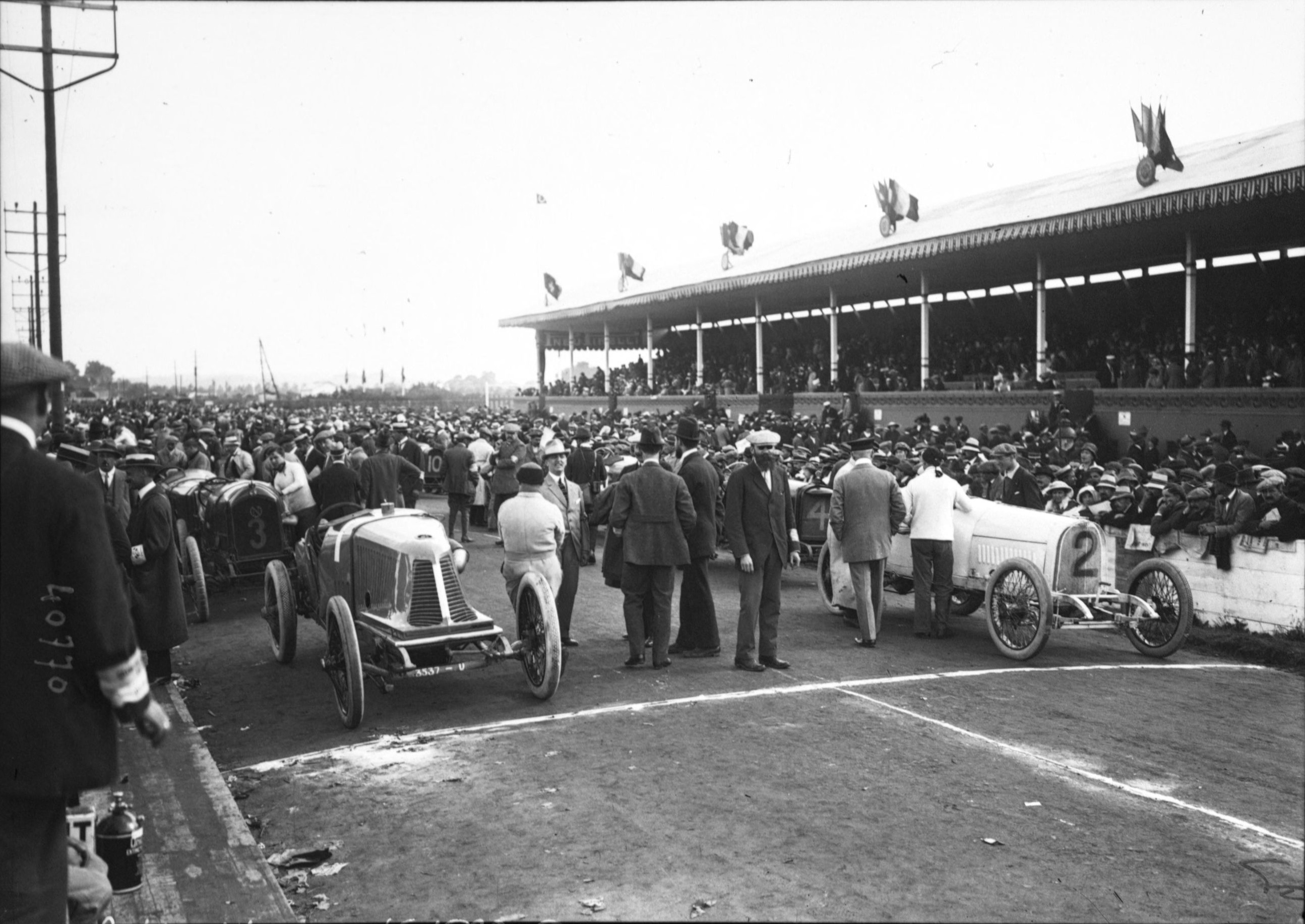
Před startem GP Francie 1914

Grand Prix Francie 1914 (francouzsky XIV Grand Prix de l'Automobile Club de France) byla v pořadí sedmou Velkou cenou Francie. Konala se na okruhu po veřejných silnicích u Lyonu 4. července 1914.

## Závod
Pravidla Velké ceny vyhlášená Automobile Club de France pro rok 1914 stanovovala maximální hmotnost vozu na 1100 kg a objem motoru do 4500 cm³. Závod měl 20 kol o délce 37,631 kilometrů, celkově tak jezdci ujeli 752,62 km. 
Zvítězil Christian Lautenschlager s průměrnou rychlostí 105,677 km/h. Nejrychlejší kolo zajel Max Sailer (20:06) s průměrnou rychlostí 112,325 km/h.
Tento ročník Velké ceny Francie byl soubojem mezi vozy francouzské firmy Peugeot a německými vozy Mercedes. Šlo o poslední Grand prix konanou před první světovou válkou, konala se necelý týden po atentátu na arcivévodu Františka Ferdinanda d'Este v Sarajevu. Odhaduje se, že závod sledovalo více než 300 000 diváků.
Startovalo 37 vozů, které byly na trať pouštěny ve dvojicích s půlminutovým odstupem mezi dvojicemi. O pořadí na startu rozhodl los. První dvojicí byli  Ferenc Szisz (Mercedes) a Carl Jörns (Opel). Na konci prvního kola vedl Sailer s osmnáctisekundovým náskokem, koncem kola pátého zvýšil rozdíl na 3 minuty. Sailer ale musel se zadřeným motorem odstoupit v šestém kole. Vedení převzal Georges Boillot a držel jej následujících 12 kol. V jejich průběhu vedl před svými soupeři o více než čtyři minuty.
Každý řidič Mercedesu v průběhu závodu udělal jen jednu zastávku na přezutí nových pneumatik Continental, nezávisle na tom v jakém stavu byly pneumatiky původní. Oproti tomu vozy Peugeot užívaly méně kvalitní pneumatiky značky Dunlop. Boillot byl tak nucen osmkrát zastavit k výměně kol. Čas strávený zastávkami dovolil Lautenschlagerovi Boillota v 18. kole předjet. Koncem tohoto kola už Lautenschlager vedl o více než 30 sekund. Boillot ale v 19 kole musel kvůli přehřátému motoru odstoupit. Pro zranění musel odstoupit i Ferenc Szisz, vítěz první Grand Prix Francie v roce 1906. V 11. kole zastavil, aby vyměnil kolo. Přitom jej zachytil projíždějící vůz Opel a způsobil mu zlomeninu ruky. Jeho mechanik byl také zraněn. 
Grand Prix 1914 byla posledním předválečným závodem, další se konala až v roce 1919.

## Klasifikace

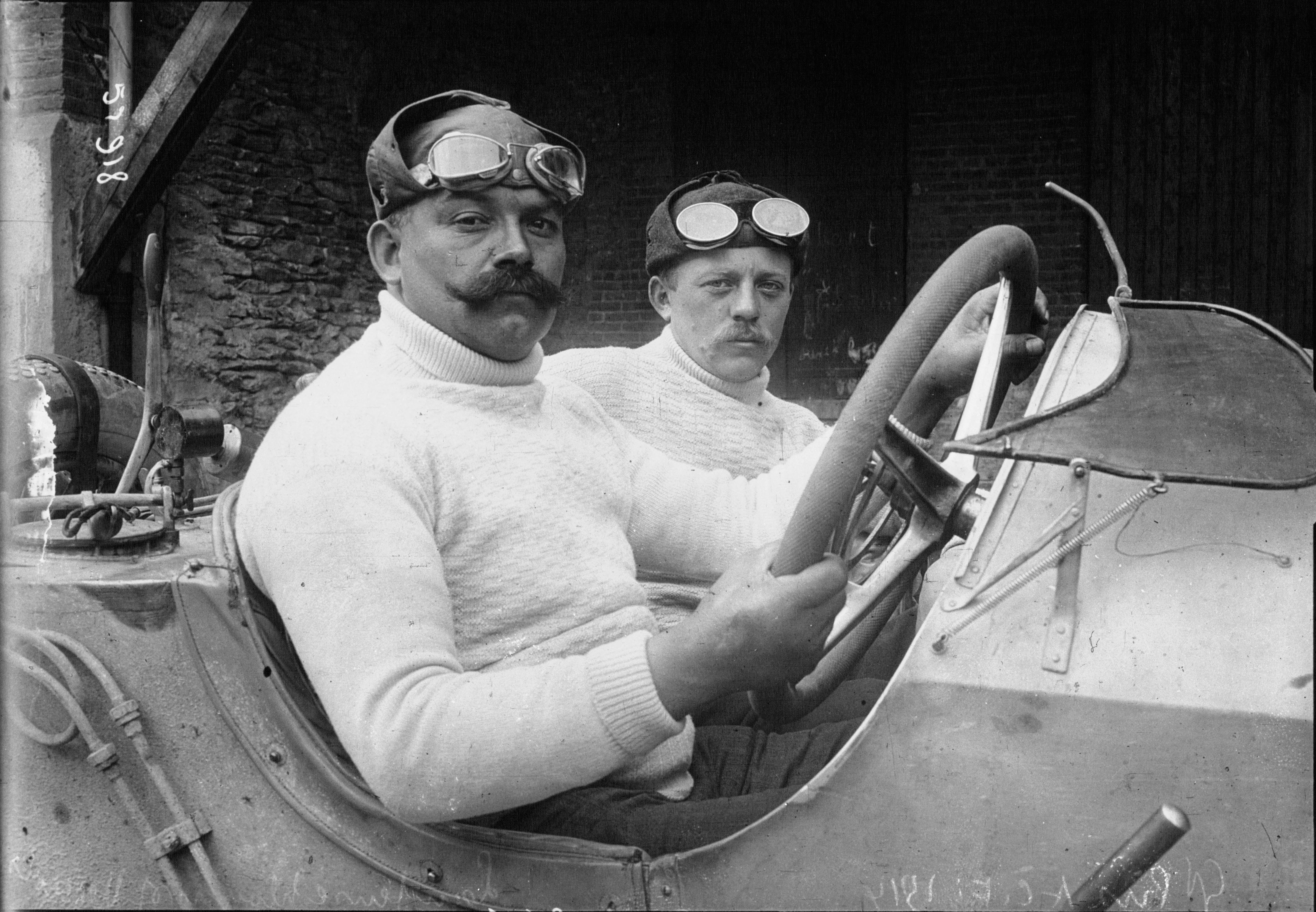
Vítěz Christian Lautenschlager

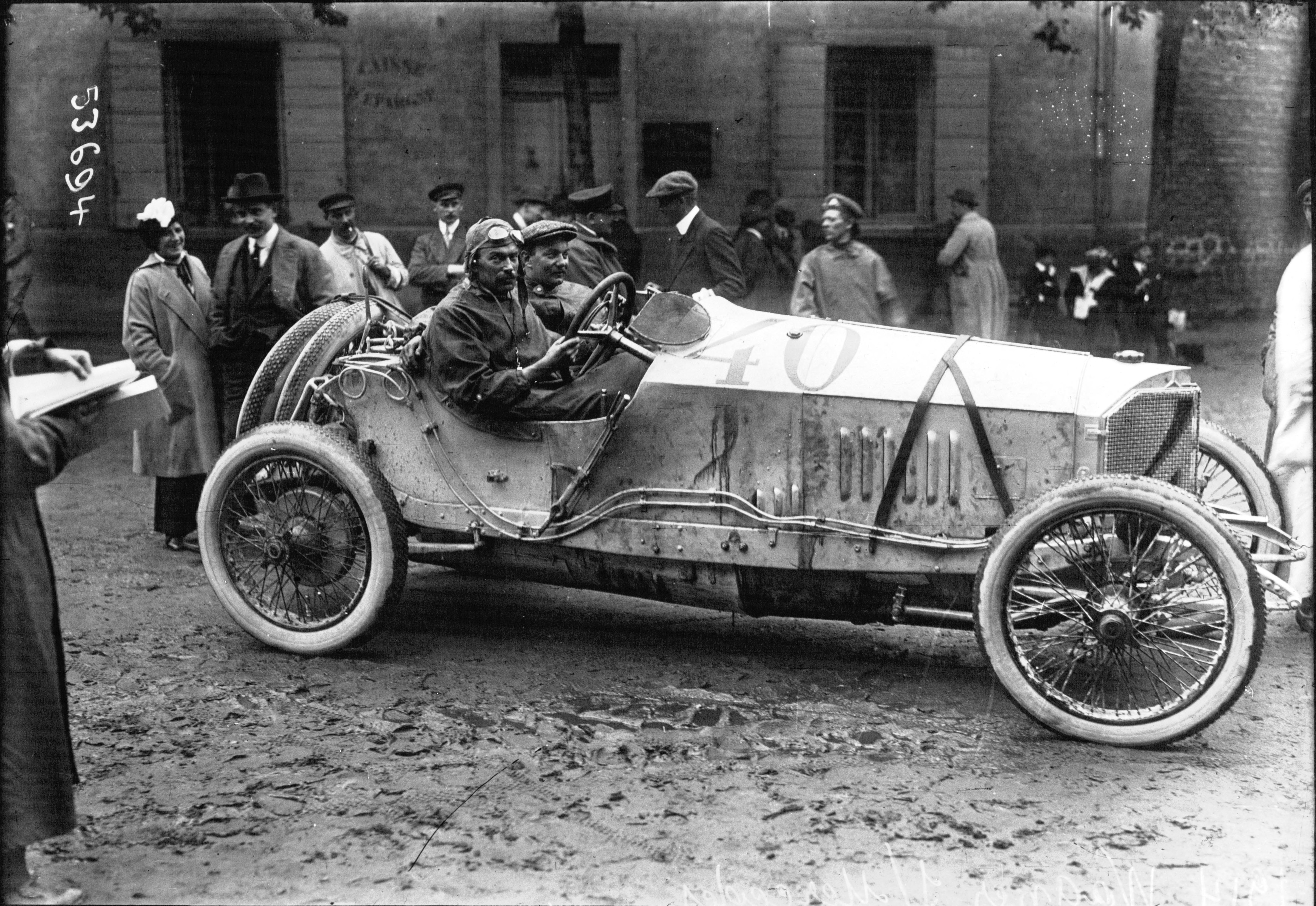
Louis Wagner

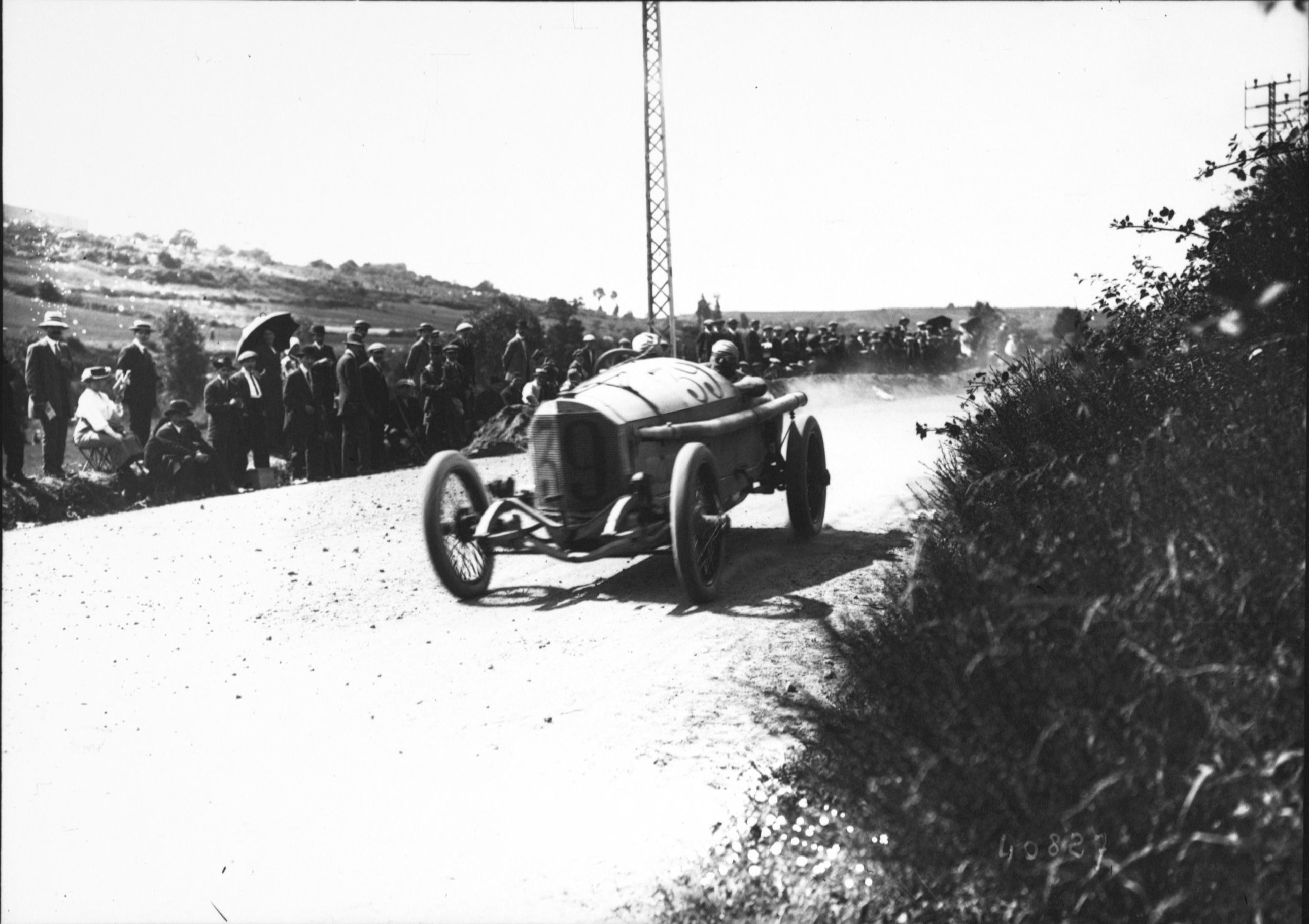
Otto Salzer

| Umístění | Start č. | Řidič                       | Vůz                | Ujetá kola | Čas/Příčina odstoupení |
| -------- | -------- | --------------------------- | ------------------ | ---------- | ---------------------- |
| 1        | 28       | Christian Lautenschlager    | Mercedes 18/100 GP | 20         | 7:08:18.4              |
| 2        | 40       | Louis Wagner                | Mercedes 18/100 GP |            | +1:35.8                |
| 3        | 39       | Otto Salzer                 | Mercedes 18/100 GP |            | +4:57.4                |
| 4        | 19       | Jules Goux                  | Peugeot L76 EX5    |            | +9:28.8                |
| 5        | 24       | Dario Resta                 | Sunbeam            |            | +19:59.0               |
| 6        | 17       | Dragutin Esser              | Nagant             |            | +32:09.8               |
| 7        | 32       | Victor Rigal                | Peugeot L76 EX5    |            | +36:09.8               |
| 8        | 35       | Arthur Duray                | Delage S           |            | +43:13.6               |
| 9        | 6        | René Champoiseau            | Th. Schneider      |            | +58:33.2               |
| 10       | 2        | Carl Jörns                  | Opel               |            | +1:08:51.2             |
| 11       | 27       | Antonio Fagnano             | Fiat               |            | +1:17:52.6             |
| Ret      | 5        | Georges Boillot             | Peugeot L76 EX5    | 19         | motor                  |
| Ret      | 11       | Tournier                    | Pic-Pic            | 18         |                        |
| Ret      | 22       | Jean Porporato              | Nazzaro            | 18         | motor                  |
| Ret      | 3        | Leon Elskamp                | Nagant             | 18         |                        |
| Ret      | 23       | Albert Guyot                | Delage S           | 18         | motor                  |
| Ret      | 9        | Paul Bablot                 | Delage S           | 16         | motor                  |
| Ret      | 16       | Emile Erndtmann             | Opel               | 12         |                        |
| Ret      | 30       | Franz Breckheimer           | Opel               | 12         |                        |
| Ret      | 10       | Jean Chassagne              | Sunbeam            | 12         | motor                  |
| Ret      | 1        | Ferenc Szisz                | Alda               | 11         | zranění                |
| Ret      | 15       | Piero Pietro                | Alda               | 10         |                        |
| Ret      | 13       | Alessandro Cagno            | Fiat               | 10         | ventily                |
| Ret      | 36       | Kenelm Lee Guinness         | Sunbeam            | 9          | motor                  |
| Ret      | 25       | Thomas Clarke               | Pic-Pic            | 8          |                        |
| Ret      | 33       | Juvanon                     | Th. Schneider      | 8          | motor                  |
| Ret      | 34       | 'De Moraes („Cenesio“)      | Nazzaro            | 8          | motor                  |
| Ret      | 20       | Fernand Gabriel             | Th. Schneider      | 8          | motor                  |
| Ret      | 18       | Ralph DePalma               | Vauxhall           | 7          | převodovka             |
| Ret      | 29       | Maurice Tabuteau            | Alda               | 7          | nehoda                 |
| Ret      | 38       | John Scales                 | Fiat               | 7          | ventilový rozvod       |
| Ret      | 14       | Max Sailer                  | Mercedes 18/100 GP | 5          | motor                  |
| Ret      | 8        | Felice Nazzaro              | Nazzaro            | 3          | motor                  |
| Ret      | 41       | Theodore Pilette            | Mercedes 18/100 GP | 3          | hřídel                 |
| Ret      | 31       | W. Watson                   | Vauxhall           | 2          | karburátor             |
| Ret      | 26       | Bartolomeo "Meo" Costantini | Aquila Italiana    | 1          | motor                  |
| Ret      | 4        | John Hancock                | Vauxhall           | 1          | motor                  |